# Zwitsers leger

Logo

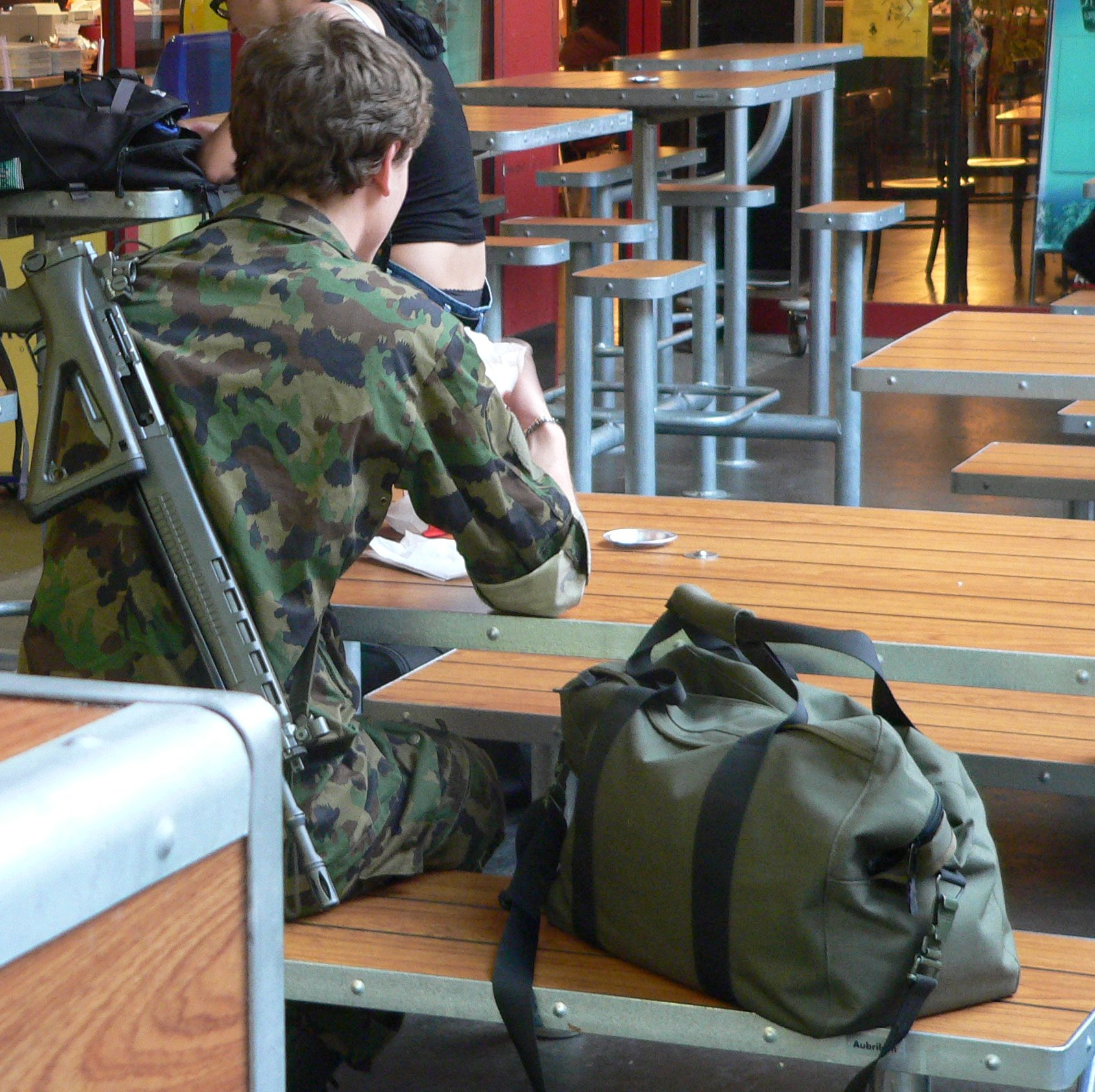
Op een treinstation maakt een jonge Zwitserse dienstplichtige zich na een week verlof gereed om terug te keren naar de kazerne

Het Zwitserse leger, officieel de Zwitserse strijdkrachten (Duits: Schweizer Armee, Frans: Armée suisse, Italiaans: Esercito svizzero, Reto-Romaans: Armada svizra), bestaat uit twee onderdelen, de landmacht en de luchtmacht. Daar Zwitserland geen wateren van groot strategisch belang binnen zijn grenzen heeft, heeft het land geen marine, maar wel een soort kustwacht die op bepaalde meren patrouilleert. Het Zwitserse leger houdt het midden tussen een militie en een doorsnee leger. De inzet van het Zwitserse leger is doorheen de geschiedenis steeds verbonden geweest met de neutraliteit van Zwitserland.

## Geschiedenis

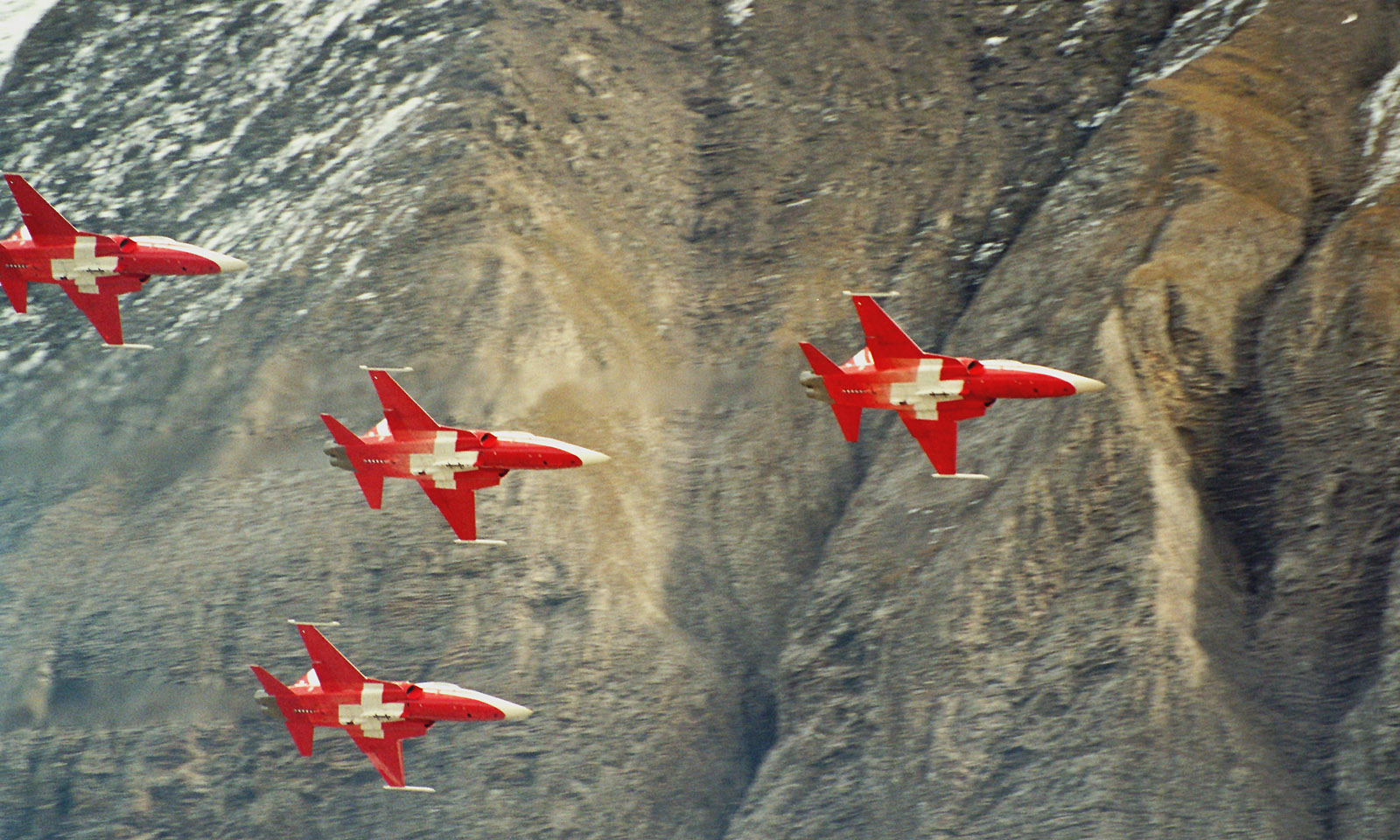
Patrouillevlucht van de Zwitserse luchtmacht.

Tot aan de oprichting van Bondsrepubliek in 1848 had Zwitserland geen federaal leger. Ieder kanton had zijn eigen krijgsmacht. Pas met de stichting van de Bondsrepubliek kwam er een federaal leger en werden de kantonnale legers afgeschaft. Wel werd het ieder kanton toegestaan om een militie (Miliz) van maximaal 300 man in stand te houden. De milities zijn echter paramilitair en staan niet onder toezicht van het leger maar van de Departementen van Politie van de kantons. Daarnaast hebben sommige kantons Landjäger, een soort militaire politie-eenheden. Sinds 1848 is het kantons uitdrukkelijk verboden om oorlogen te voeren, vrede te sluiten of te capituleren.
Bij de schietpartij in Genève op 9 november 1932 opende het leger het vuur tegen antifascistische demonstranten. Er vielen 13 doden en 65 gewonden.
Iedere Zwitserse man is in principe dienstplichtig (Wehrpflicht). Het Zwitserse leger telt bijna 400.000 militairen. Van die 400.000 militairen zijn er 2.000 vrouw. Vrouwen mogen in het Zwitserse leger dienen, maar zijn niet dienstplichtig. Tot aan legerhervorming Armee XXI (2003) was het vrouwen niet toegestaan om wapens te dragen.
De primaire taak van het leger is de landsverdediging. Daarnaast wordt het leger ook ingezet voor vredesmissies. Van 1996 tot 2001 was het Zwitserse leger aanwezig in Bosnië en Herzegovina met hoofdkwartier in Sarajevo. Taak was naast de vrede bewaren, vooral het verlenen van logistieke en medische steun aan de troepen van de OVSE.

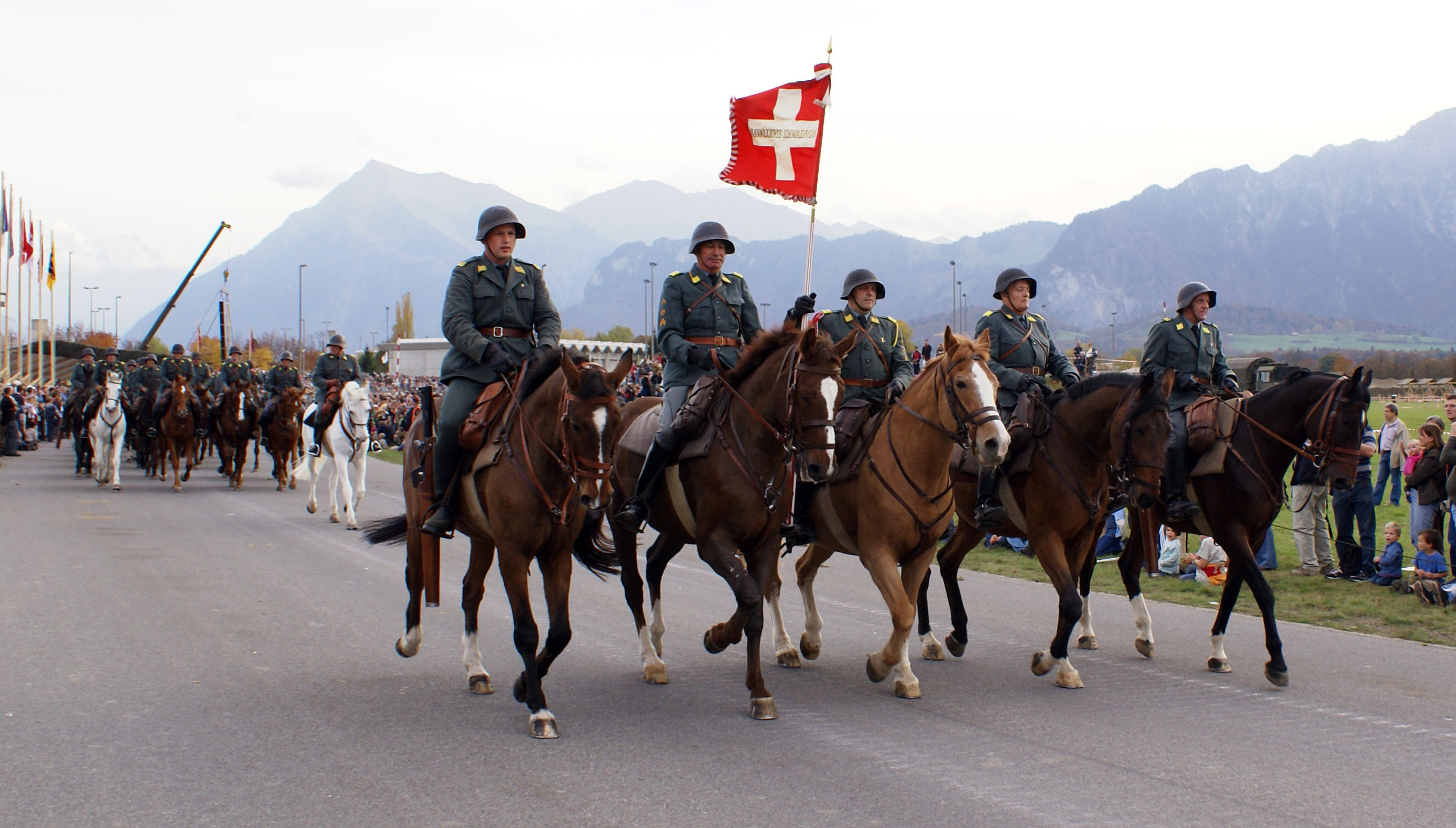
De cavalerie in 1972.

Zwitserland heeft, naar verhouding, op Israël na het grootste leger ter wereld. In tijden dat er in de landen om Zwitserland heen oorlog wordt gevoerd (bijvoorbeeld tijdens de Frans-Duitse, de Eerste en de Tweede Wereldoorlog) handhaaft Zwitserland steeds zijn neutraliteit. Het leger is voortdurend in de hoogste staat van paraatheid.
Het grootste deel van de Zwitsers is tevreden met zijn leger. Er zijn ook critici die vinden dat Zwitserse samenleving een veel te militaristisch karakter heeft. Zij vinden dat de dienstplicht moet worden ingekort of afgeschaft en het leger kleiner moet worden. Daarnaast heerst er een strenge rangorde waarop sommige Zwitsers kritisch zijn. In 2003 sprak een meerderheid van de Zwitserse bevolking zich per referendum uit om het leger te hervormen en verkleinen. Deze legerhervorming kreeg de naam Armee XXI. In de loop der jaren moet het leger van 524.000 man naar 220.000 man worden teruggebracht. Het budget moet van 4,3 miljard Zwitserse frank worden teruggebracht naar 3 miljard Zwitserse frank.

## Zwitserse Garde
De bekendste Zwitserse Garde is die van het Vaticaan, maar door de eeuwen heen dienden Zwitsers in allerlei Europese legers als huurlingen. Sommige Zwitserse officieren en soldaten in buitenlandse legers verdienden flink wat geld en terug in Zwitserland lieten zij woningen voor zichzelf en het gezin bouwen en begonnen een succesvolle politieke carrière.
Zwitsers die toetreden tot de Pauselijke Zwitserse Garde moeten van het mannelijke geslacht zijn, ongehuwd, in Zwitserland hun normale militaire dienstplicht hebben vervuld en moeten rooms-katholiek zijn.

## Rangen
De hoogste rang in het Zwitserse leger is die van generaal. Alleen in tijd van oorlog wijst het parlement een generaal aan die tevens opperbevelhebber is. De laagste rang is die van rekruut.
Voor de lijst van opperbevelhebbers, zie: Lijst van Zwitserse generaals
| Vergelijkbare rang Nederland/België | Duits                  | Frans                  | Italiaans                  | Insigne |
| ----------------------------------- | ---------------------- | ---------------------- | -------------------------- | ------- |
| Rekruut                             | Rekrut                 | Recrue                 | Recluta                    | –       |
| Soldaat                             | Soldat                 | Soldat                 | Soldato                    |         |
| Soldaat 2e klasse                   | Gefreiter              | Appointé               | Appuntato                  |         |
| Soldaat 1ste klasse                 | Obergefreiter          | Appointé-chef          | Appuntato capo             |         |
| Korporaal                           | Koporal                | Caporal                | Caporale                   |         |
| Sergeant                            | Wachtmeister           | Sergent                | Sergente                   |         |
| Sergeant                            | Oberwachtmeister       | Sergent-chef           | Sergente capo              |         |
| Opperwachtmeester/Sergeant-majoor   | Feldweibel             | Sergent-major          | Sergente maggiore          |         |
| Wachtmeester/Sergeant               | Fourier                | Fourrier               | Furiere                    |         |
| Opperwachtmeester/Sergeant-majoor   | Hauptfeldweibel        | Sergent-major chef     | Sergente maggiore capo     |         |
| Adjudant-Onderofficier              | Adjutant Unteroffizier | Adjudant sous-officier | aiutante sotoufficiale     |         |
| Adjudant-Onderofficier              | Stabadjutant           | Adjudant d'état-major  | Aiutante di stato maggiore |         |
| Adjudant-Onderofficier              | Hauptadjutant          | Adjudant-major         | Aiutante maggiore          |         |
| Adjudant-Onderofficier              | Chefadjutant           | Adjudant-chef          | Aiutante capo              |         |
| Tweede luitenant                    | Leutnant               | Lieutenant             | Tenente                    |         |
| Eerste Luitenant                    | Oberleutnant           | Premier-lieutenant     | Primo tenente              |         |
| Kapitein                            | Hauptman               | Capitaine              | Capitano                   |         |
| Majoor                              | Major                  | Major                  | Maggiore                   |         |
| Luitenant-Kolonel                   | Oberstleutnant         | Lieutenant-colonel     | Tenente colonnello         |         |
| Kolonel                             | Oberst                 | Colonel                | Colonnello                 |         |
| Brigadegeneraal                     | Brigadier              | Brigadier              | Brigadiere                 |         |
| Generaal-majoor                     | Divisionär             | Divisionnaire          | Divisionario               |         |
| Luitenant-generaal                  | Korpskommandant        | Commandant de corps    | Comandante di corpo        |         |
| Generaal                            | General                | Général                | Generale                   |         |

## Chef van het leger
De huidige chef van het leger is luitenant-generaal Thomas Süssli.